# 4746 Doi
4746 Doi eller 1989 TP1 är en asteroid i huvudbältet som upptäcktes den 9 oktober 1989 av de båda japanska astronomerna Kazuro Watanabe och Atsushi Takahashi vid Kitami-observatoriet. Den är uppkallad efter den japanske astronauten Takao Doi.
Asteroiden har en diameter på ungefär 21 kilometer och den tillhör asteroidgruppen Themis.